# Ariquemes (tiểu vùng)
Ariquemes là một tiểu vùng thuộc bang Rondônia, Brasil. Tiều vùng này có diện tích 24334 km², dân số năm 2007 là 138696 người.